# Districte de Cabinda
Cabinda fou un districte portuguès del territori d'Angola (1920-1951) i des de 1951 de la província ultramarina d'Angola (1951-1975). La seva superfície era de 7.270 km² i la població total del territori era de 50.506 habitants.
És el nom que es va donar a partir de 1920 o poc després al protectorat portuguès del Congo (Congo Portuguès) que va existir entre 1885 i 1920. El 1975 va constituir una de les províncies de la república Popular d'Angola.